# Pływanie synchroniczne na Igrzyskach Panamerykańskich 1991
Zawody w pływaniu synchronicznym na Igrzyskach Panamerykańskich 1991 zostały rozegrane w dniach 4-10 sierpnia 1991 roku. Areną zmagań był Baragua Swimming Pool Complex.

## Medaliści
| Konkurencja | 1. miejsce | Wynik    | 2. miejsce | Wynik    | 3. miejsce | Wynik    |
| ----------- | --- | -------- | --- | -------- | --- | -------- |
| Solo        | Becky Dyroen | 181,3722 | María Elena Giusti | 180,0227 | Sonia Cárdeñas | 176,6251 |
| Duety       | Stany Zjednoczone · Tia Harding · Diana Ulrich                                                                                               | 177,9942 | Meksyk · Sonia Cárdeñas · Lourdes Olivera                                                                                                 | 174,9355 | Kanada · Julie Bibby · Corinne Keddie                                                                                             | 174,4524 |
| Drużyny     | Stany Zjednoczone · Mary Wodka · Janet Wiecking · Diana Ulrich · Emily Porter · Kimberlee Ochsner · Anna Miller · Laura Martin · Tia Harding | 177,6463 | Kanada · Julie Bibby · Corinne Keddie · Erin Woodley · Chantal Vallieres · Marie Lemieux · Carrie Deguerre · Susan Crews · Kelsey Corbitt | 176,4074 | Kuba · Teresa Perez · Ivette Bacallao · Deborah Andollo · Massiel Valdez · Raysa Suarez · Lilibet Diaz · Limay Diaz · Teresa Luis | 171,7750 |

## Klasyfikacja medalowa
Kolorem niebieskim oznaczono kraj organizujący mistrzostwa.
| Miejsce | Państwo           | Złoto | Srebro | Brąz | Razem |
| ------- | ----------------- | ----- | ------ | ---- | ----- |
| 1.      | Stany Zjednoczone | 3     | 0      | 0    | 3     |
| 2.      | Kanada            | 0     | 1      | 1    | 2     |
| 2.      | Meksyk            | 0     | 1      | 1    | 2     |
| 4.      | Wenezuela         | 0     | 1      | 0    | 1     |
| 5.      | Kuba              | 0     | 0      | 1    | 1     |
| Razem   | Razem             | 3     | 3      | 3    | 9     |